# Old Christians Club
Old Christians Club – urugwajski klub rugby union z siedzibą w Montevideo, wielokrotny mistrz kraju, posiadający również sekcję hokeja na trawie i piłki nożnej. Jego członkowie uczestniczyli w katastrofie lotu Fuerza Aérea Uruguaya 571.

## Historia
Władze Colegio Stella Maris z Montevideo wprowadziły rugby do programu nauczania w celu promowania ducha fair play, wzajemnej pomocy oraz pracy grupowej zgodnej z etyką szkoły prowadzonej przez Braci Szkolnych. Jej pierwsi absolwenci w celu dalszego uprawiania tego sportu założyli w grudniu 1962 roku klub sportowy, który nazwę Old Christians Club przyjął w 1965 roku. Niedługo potem dołączył on do rozgrywek Campeonato Uruguayo de Rugby, pierwszy dzielony tytuł zdobywając w 1968 roku, a samodzielnie dwa lata później. Za herb klubu służyła wówczas trójlistna koniczyna – symbolizujący związek z Irlandią, z której pochodzili założyciele szkoły. Pierwsze zagraniczne tournée zespół odbył w 1970 roku do Argentyny, a następne rok później do Chile. Sukces tego drugiego spowodował, że podjęto decyzję o powtórzeniu takiej wyprawy również w 1972 roku.
Drużyna na spotkanie z zaprzyjaźnionym klubem Old Grangonians z Santiago udała się wyczarterowanym samolotem Urugwajskich Siły Powietrznych. Samolot, wraz z załogą mający na pokładzie czterdzieści pięć osób – prócz rugbystów, także członków ich rodzin oraz przyjaciół, z powodu trudnych warunków atmosferycznych rozbił się 13 października 1972 roku w Andach w pobliżu granicy argentyńsko-chilijskiej. Poszukiwania wstrzymano po dziesięciu dniach, po kilku tygodniach natomiast dwójka spośród pozbawionych jedzenia i ciepłej odzieży rozbitków wyruszyła w celu sprowadzenia pomocy. Po dziewięciu dniach wędrówki dotarli do siedzib ludzkich i sprowadzili pomoc dla pozostałej czternastki po 72 dniach od wypadku. Fabularyzowaną wersję tych wydarzeń przedstawił film Alive, dramat w Andach.
Ocaleli z wypadku oraz rodziny jego uczestników założyli Fundación Viven. Dwóch z nich, Antonio Vizintin i Gustavo Zerbino, zostało następnie prezesami Urugwajskiego Związku Rugby.
Klub od połowy lat siedemdziesiątych i przez lata osiemdziesiąte stał się dominującą siłą w urugwajskim rugby, zdobywając w tym okresie dwanaście z piętnastu tytułów mistrzowskich.
Podczas gali IRB Awards w 2002 roku klub otrzymał IRB Spirit of Rugby Award.

### Sukcesy
Mistrzostwo Urugwaju (21): 1968, 1970, 1973, 1976–1980, 1982, 1984–1989, 2007, 2015–2017, 2023.

## Hokej na trawie
Klub posiada jedynie żeńską sekcję hokeja na trawie, składającą się z czterech drużyn: dwóch seniorek i dwóch juniorek – U-18 i U-16.

## Piłka nożna
Sekcja piłki nożnej została założona w 1981 roku. Prócz drużyn juniorskich i seniorskich istnieją także zespoły weteranów (35+ oraz 45+).